# Doğan Alemdar
Doğan Alemdar, né le 29 octobre 2002 à Kayseri (Turquie), est un footballeur international turc qui évolue au poste de gardien de but au Stade rennais FC.

## Biographie

### En club

#### Débuts professionnels à Kayserispor
Né le 29 octobre 2002 à Kayseri, dans la région de l'Anatolie centrale, en Turquie, Doğan Alemdar effectue toute sa formation au sein du club turc de Kayserispor, avant de jouer son premier match pro face au Manisa FK (match nul, 3-3).

#### Transfert au Stade rennais FC
Après une saison 2020-2021 avec 28 matchs en Süper Lig avec Kayserispor, Doğan Alemdar signe le 27 août 2021 au Stade rennais FC jusqu'en 2026, contre une indemnité de 3,5 millions d'euros,.
Doğan Alemdar, alors troisième gardien lors de la saison 2021-2022, joue son premier match le 2 janvier 2022 avec le Stade rennais FC lors d'une rencontre de Coupe de France face à l'AS Nancy-Lorraine, pour pallier l'absence des deux premiers gardiens (Alfred Gomis parti à la CAN et Romain Salin blessé). Son équipe réalise le nul 1-1 puis se voit éliminée aux tirs au but (4-3). Il joue son premier match européen quelques mois après avec le Stade rennais FC lors du match retour de Ligue Europa Conférence contre Leicester City (victoire, 2-1).
Le 24 juin 2024, alors qu'il prépare l'Euro 2024 avec l'équipe de Turquie en Allemagne, il se blesse gravement au genou lors d'un entraînement. Une rupture du ligament croisé gauche lui est par la suite diagnostiquée,.

##### Prêt à l'ESTAC Troyes
Le 5 juillet 2023, Doğan Alemdar est prêté à l'ESTAC Troyes pour une saison sans option d'achat après avoir prolongé d'un an son contrat avec le Stade rennais FC,,.

### En sélection
Après plusieurs matchs avec les équipes de jeunes de la Turquie, Doğan Alemdar joue avec l'équipe de Turquie espoirs dans le cadre des éliminatoires du championnat d'Europe espoirs 2023.
À la suite de sa première saison au Stade rennais FC il est sélectionné pour la première fois en équipe de Turquie dans le cadre de la Ligue des nations 2022-2023 et participe à son premier match le 7 juin 2022 face à la Lituanie pour une victoire 6-0,.

## Statistiques
| Saison                | Club                  | Championnat           | Championnat | Championnat | Coupe(s) nationale(s) | Coupe(s) nationale(s) | Compétition(s) continentale(s) | Compétition(s) continentale(s) | Compétition(s) continentale(s) | Total | Total |
| Saison                | Club                  | Division              | M.          | B.          | M.                    | B.                    | Comp.                          | M.                             | B.                             | M.    | B.    |
| 2019-2020             | Kayserispor           | Süper Lig             | 0           | 0           | 1                     | 0                     | -                              | -                              | -                              | 1     | 0     |
| 2020-2021             | Kayserispor           | Süper Lig             | 28          | 0           | 1                     | 0                     | -                              | -                              | -                              | 29    | 0     |
| 2021-2022             | Kayserispor           | Süper Lig             | 1           | 0           | 0                     | 0                     | -                              | -                              | -                              | 1     | 0     |
| Sous-total            | Sous-total            | Sous-total            | 29          | 0           | 2                     | 0                     | -                              | -                              | -                              | 31    | 0     |
| 2021-2022             | Stade rennais FC      | Ligue 1               | 12          | 0           | 1                     | 0                     | C4                             | 1                              | 0                              | 14    | 0     |
| 2022-2023             | Stade rennais FC      | Ligue 1               | 6           | 0           | 1                     | 0                     | C3                             | 2                              | 0                              | 9     | 0     |
| 2024-2025             | Stade rennais FC      | Ligue 1               | -           | -           | -                     | -                     | -                              | -                              | -                              | 0     | 0     |
| Sous-total            | Sous-total            | Sous-total            | 18          | 0           | 2                     | 0                     | -                              | 3                              | 0                              | 23    | 0     |
| 2023-2024             | ESTAC Troyes (prêt)   | Ligue 2               | 35          | 0           | 0                     | 0                     | -                              | -                              | -                              | 35    | 0     |
| Total sur la carrière | Total sur la carrière | Total sur la carrière | 82          | 0           | 4                     | 0                     | -                              | 3                              | 0                              | 89    | 0     |

### En sélection nationale
| Saison                | Sélection             | Phases finales        | Phases finales | Phases finales | Phases finales | Éliminatoires | Éliminatoires | Éliminatoires | Ligue des nations | Ligue des nations | Ligue des nations | Matchs amicaux | Matchs amicaux | Matchs amicaux | Total | Total | Total |
| Saison                | Sélection             | Compétition           | M              | B              | Pd             | M             | B             | Pd            | M                 | B                 | Pd                | M              | B              | Pd             | M     | B     | Pd    |
| --------------------- | --------------------- | --------------------- | -------------- | -------------- | -------------- | ------------- | ------------- | ------------- | ----------------- | ----------------- | ----------------- | -------------- | -------------- | -------------- | ----- | ----- | ----- |
| 2021-2022             | Turquie               | -                     | -              | -              | -              | -             | -             | -             | 1                 | 0                 | 0                 | -              | -              | -              | 1     | 0     | 0     |
| 2022-2023             | Turquie               | -                     | -              | -              | -              | -             | -             | -             | -                 | -                 | -                 | 1              | 0              | 0              | 1     | 0     | 0     |
| Total sur la carrière | Total sur la carrière | Total sur la carrière | -              | -              | -              | -             | -             | -             | 1                 | 0                 | 0                 | 1              | 0              | 0              | 2     | 0     | 0     |

### Listes des matchs internationaux
Le tableau suivant liste les rencontres de l'équipe de Turquie dans lesquelles Doğan Alemdar a été sélectionné depuis le 7 juin 2022 jusqu'à présent :

## Palmarès

### Distinctions individuelles
- Pépite du mois de Ligue 1 en janvier 2022.